# Mughiphantes inermus
Mughiphantes inermus är en spindelart som beskrevs av Andrei V. Tanasevitch och Michael Ilmari Saaristo 2006. Mughiphantes inermus ingår i släktet Mughiphantes och familjen täckvävarspindlar.
Artens utbredningsområde är Nepal. Inga underarter finns listade i Catalogue of Life.